# فم الحصن
فم الحصن هي مدينة في إقليم طاطا بجهة سوس ماسة في الجنوب الشرقي للمغرب، وهي تضم 6353 نسمة، حسب الإحصاء العام للسكان والسكنى لسنة 2014. وهي تبعد عن مدينة طاطا بـ 145 كلم.

## التسمية
فم الحصن بالأمازيغة هي إمي أوكادير وتعني مدخل السور وقد يرجع أصل التسمية حسب الرواية الشفوية إلى كون المدينة قديما كانت تحت حصانة سور يحيط بها من جميع الجهات ولها مدخل واحد.

## الأحياء والدواوير
- مركز فم الحصن
- دوار إمي أوتو
- دوار إمي أوكادير
- دوار إشت
- دوار تنزيضة
- دوار تيغيرت

## التعليم
قائمة المؤسسات التعليمية في فم الحصن:
- مدرسة إبراهيم التمنارتي
- مدرسة عمر بن الخطاب
- مدرسة إمي أوكادير
- مدرسة إشت
- مدرسة تنزيضة
- مدرسة تيغيرت
- إعدادية باني
- ثانوية السلام

## المناخ
المناخ في فم الحصن قاري وجاف صيفاً، وبارد جاف شتاءاً، ولا تزيد كمية التساقطات السنوية عموما عن 50 ملمتر في السنة.

## السياحة والثقافة

### السياحة
تُعتبر الوحدات الفندقية قليلة بالمنطقة، أشهرها يوجد في دوار إشت التابع لفم الحصن، وهو فندق برج بيرمان الذي يدخل ضمن فئة السياحة الإيكولوجية، ويتوفر على مسبح. ومن بين أشهر المواقع السياحية في فم الحصن هو موقع أزاير بدوار إمي أوكادير، والذي يوجد به شلال ومناظر طبيعية خلابة.

### الثقافة
تزخر منطقة فم الحصن بتواجد العديد من مواقع النقوش الصخرية بكل من تيرشت، تكين، وتيغرت، كما تزخر المنطقة بمآثر تاريخية مهمة تتمثل في كل من قصر«أيت البداز» المعروف بالزخرفة على مستوى السقف، والنقوش على مستوى الجدران، وبقايا جنانات فنيكس الجبلية. كما تتميز منطقة فم الحصن بمجموعة من الرقصات، أبرزها رقصة الهرمة، ورقصة الكدرة التي تعتمد على الرقص الجماعي الذي يقوم على الاستجابة الجماعية للغناء والرقص. كما تشتهر فم الحصن بتنظيم مهرجان الواحات كل سنة، وهو مرجان يهدف إلى التعريف بالمنطقة، ودعم التعاونيات الفلاحية المحلية عبر تنظيم معارض لعرض منتوجاتها، كما يتم تنظيم العديد من الأنشطة الثقافية والرياضية والسهرات الفنية وعروض الفروسية خلال فترة المهرجان.

### موسم اللفت
المعروف ن تركمين أو موسم اللفت هو عبارة عن إحتفال سنوي، يقام في فم الحصن، وهو يحتفي بمنتوج اللفت بالمنطقة، كما يهدف إلى توطيد العلاقات الإجتماعية والأسرية بين سكان فم الحصن، ويربي الأجيال الصاعدة على أخلاق التضامن والتكافل والتآزر عوض التفرقة والإنقطاع والتشتت. وهو ينظم كل آخر جمعة من شهر دجنبر لكل سنة، حيث يتم ذبح على الأقل ثلاثة أو أربعة بقرات تباع لحومها بالتوزيع العادل بين جميع الأسر يوم الخميس على أساس أن يوم الجمعة يتم أعداد وجبة الكسكس بلحم البقر والخضروات المحلية، ويتم إعتماد اللفت كمادة أساسية مكونة للوجبة يرسل جزء منها إلى المسجد، والجزء الآخر يقدم للضيوف والعائلات والزوار.